# 馮媛

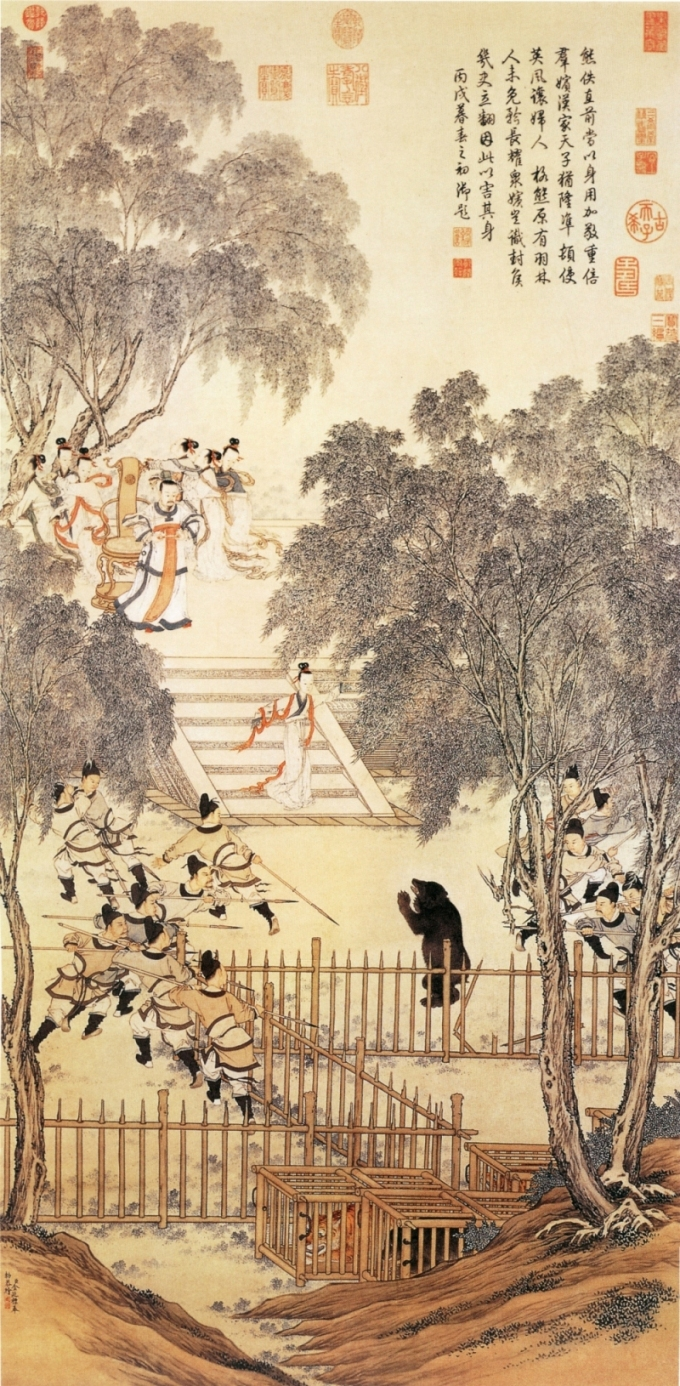
婕妤挡熊图，金廷标绘，现藏于北京故宫博物院

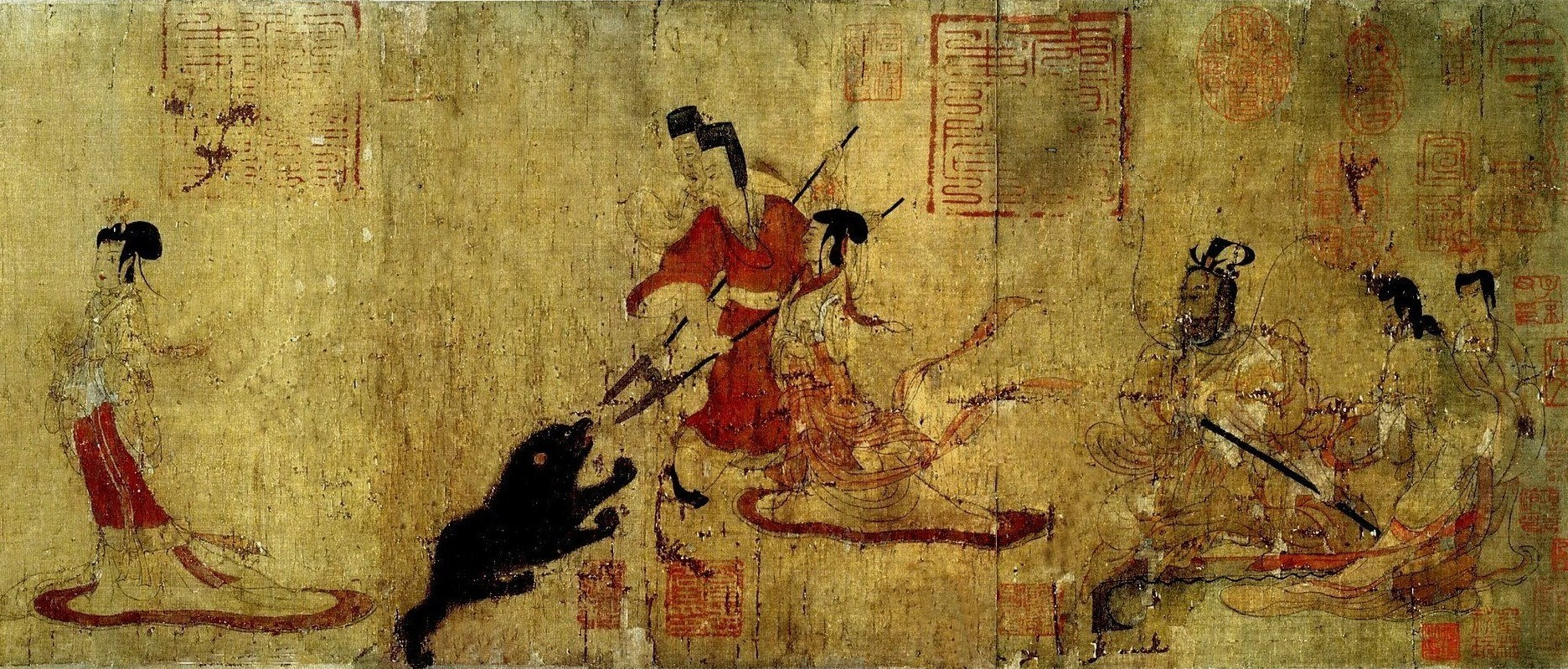
《女史箴图》婕妤挡熊，顾恺之绘

馮媛（前1世纪—前6年），上黨潞人。漢元帝劉奭寵妃之一，父親為馮奉世。

## 早年
元帝即位第二年（前47年），馮媛選入後宮，初封長使，數月後晉美人。其后馮媛生子劉興，拜為婕妤，受寵程度與傅婕妤相等。馮婕妤生性豪邁，剛猛而且果決，膽識過人，與一貫妃嬪講究賢淑溫文，截然不同。
建昭元年（前38年），漢元帝帶領後宮姬妾去看鬥獸表演，其人並排而坐。各人看表演興起之時，突然表演中的兩隻大黑熊發狂，其中一隻破攔而出，要撲去人群坐席之中，這是直接威脅到元帝安危。在席上各妃嬪及傅婕妤眼見危急情況，均大呼小叫地四散逃命，唯獨馮婕妤她一人奮不顧身走到元帝跟前，堅定的張開雙臂，作勢要保護元帝，防熊來襲。
事後熊為衛士所殺，元帝即問婕妤：「當時情況險峻，各人都去逃命，為何只有婕妤你要捨命來護朕?」馮婕妤回答：「猛獸傷人，要食其肉。臣妾死不足惜，陛下君臨天下，不可有閃失。」元帝對馮婕妤的說話深感震撼，同樣也對馮婕妤的膽識大表欣賞，因而對她更加敬重，卻也因此加深與傅婕妤的嫌隙。
建昭二年（前37年）夏，元帝封劉興為信都王，並封馮婕妤為「昭儀」。當時，傅婕妤生子劉康，而馮婕妤也生有劉興，兩位皇子皆封為王。為了突顯她們在後宮的地位，於「婕妤」之上再設「昭儀」之位，取「昭其儀」之意。

## 中山王太后
元帝過世後，馮昭儀成為「信都王太后」，並隨劉興移往封國。陽朔二年（前23年），劉興改封為中山王，信都太后亦改稱「中山王太后」。
因漢成帝遲遲沒有生育子嗣，故於綏和元年（前8年）議立繼承人選，要由傅昭儀之孫劉欣與馮昭儀之子劉興之中選定一人。由於漢成帝覺得劉興資質不夠聰穎，故選立劉欣為太子。同年，劉興過世，諡為孝王，子箕子繼承中山王位，當時箕子都還沒滿週歲。
建平元年（前6年），年幼的中山王因體弱多病，馮太后親自照料，並且時常禱告祈求孫子健康。哀帝知道此事，便派遣張由去醫治小王。但張由有瘋狂之病，一時病發，怒而返回長安。尚書責問他為何回來，他心生恐懼，編造馮太后行巫術詛咒哀帝與傅太后的謠言。傅太后因年輕時與馮太后結怨，支使史立審此案，逮捕馮太后之妹馮習及弟婦馮君之等人拷打，死亡數十人，仍得不到口供，便誣告是馮太后行巫蠱，咒哀帝早死以立中山王為帝。
馮太后仍不招認，史立便說：「當年黑熊上殿時妳何等英勇，怎麼現在卻害怕了？」由於此為宮闈之事，史立一介小吏竟然知道，馮太后知是傅太后要逼她於死地，遂自鴆而死。其後馮太后親人如其胞弟冯参等自殺或被殺者，達十七人，得到大眾的同情。馮太后自殺時，尚未被廢，故仍得以王太后禮儀下葬。
當時誣告馮太后的張由及史立，事後得以加官晉爵。哀帝死後，孔光上奏：「由（即張由）前誣告骨肉，立（即史立）陷人入大辟，為國家結怨於天下，以取秩遷，獲爵邑，幸蒙赦令，請免為庶人，徙合浦」，馮太后之事，遂得平反。

## 家庭

### 兄弟
- 长兄冯谭，太常举孝廉为郎，功次补天水司马。冯奉世击西羌时，冯谭为校尉，随父从军有功，未拜病死。
- 兄冯野王，字君卿，大鸿胪。嗣父爵为关内侯，后被免。
- 兄冯逡，字子产，陇西太守。
- 冯立，字圣卿，太原太守。
- 幼弟冯参，字叔平，谏大夫，使领护左冯翊都水，宜乡侯，后贬关内侯，因被同母姐冯媛事连累自杀。女兒馮弁嫁給劉興。

另有四名兄弟。
弟媳名君之，冯媛事发时已守寡，被连累而死。

### 妹妹
- 冯习，因被冯媛事连累，全家自杀或被杀。

另有兩妹。

## 延伸阅读
[在维基数据编辑]
 《漢書·卷097上》，出自班固《漢書》
 《漢書/卷097下》，出自班固《漢書》
 在维基共享资源阅览影像